# 하이메 바에스
하이메 바에스 스타빌레(스페인어: Jaime Báez Stábile, 1995년 4월 25일 ~ )는 우루과이의 축구 선수이다. 현재 세리에 B의 US 크레모네세에서 공격수로 뛰고 있다.